# Acacia echinula
Acacia echinula är en ärtväxtart som beskrevs av Dc. Acacia echinula ingår i släktet akacior, och familjen ärtväxter. Inga underarter finns listade i Catalogue of Life.